# Breathless (album de Camel)
Pour les articles homonymes, voir Breathless.
Albums de Camel
A Live Record
(1978) I Can See Your House from Here
(1979)
Breathless est le sixième album du groupe de rock progressif anglais Camel. C'est le dernier album avec Peter Bardens, le claviériste originel du groupe qui partit juste avant la tournée de l'album. Il fut alors remplacé par deux autres claviéristes: l'ex-Caravan David Sinclair (cousin de l'actuel bassiste de Camel Richard Sinclair) et Jan Schelhaas, lui aussi un ex-Caravan.
Sur cet album, Camel commence à s'éloigner du rock progressif (comme la plupart des autres groupes de l'époque) et se rapproche d'un son plus pop avec des chansons plus propices à jouer à la radio. L'album se concentre sur des chansons plus courtes et conviviales pour la radio, car le groupe essayait de gagner un peu de temps d'antenne. De plus, le groupe donne au son de sa musique une autre sensation sur certaines chansons. Par exemple, l'humour sur "Down on the Farm" sonne comme Caravan (un fait renforcé par Richard Sinclair comme chanteur principal sur la pièce), et "Summer Lightning" dégage une impression disco avec les longs solos de Bardens et Latimer.
Cependant, le groupe a conservé son influence jazz et un son progressif sur d’autres chansons. Des exemples notables: "The Sleeper" et "Echoes", qui sonnent de manière similaire à la musique contenue sur les premiers albums comme Mirage (1974) et Moonmadness (1976). Les deux chansons sont les points forts de l'album, et "Echoes" est également devenu un favori du répertoire live du groupe. Cette dernière pièce est considérée par les fans comme l'une des meilleures chansons jamais enregistrées par le groupe.
Cet album montre comment le groupe a continué à transformer leur son prog vers la pop, tout en affichant les racines progressives et jazz du groupe, ainsi que d'autres styles.

## Titres
1. Breathless – (Andrew Latimer, Peter Bardens, Andy Ward) - 4:19
2. Echoes – (Latimer, Bardens, Ward) - 7:18
3. Wing and a Prayer – (Latimer, Bardens) - 4:45
4. Down on the Farm – (Richard Sinclair) - 4:24
5. Starlight Ride – (Latimer, Bardens) - 3:25
6. Summer Lightning – (Latimer, Sinclair) - 6:09
7. You Make Me Smile – (Latimer, Bardens) - 4:17
8. The Sleeper – (Latimer, Bardens, Ward, Mel Collins) - 7:06
9. Rainbow's End – (Latimer, Bardens) - 3:00

## Musiciens
- Andrew Latimer : guitare, Yamaha CS50 et CS80, chant sur "Echoes", "Starlight Ride", "You Make Me Smile" et "Rainbow's End"
- Peter Bardens : claviers, orgue, chant sur "Wing and a Prayer"
- Richard Sinclair : basse, chant sur "Breathless", "Down on the Farm" et "Summer Lightning"
- Mel Collins : flûte, hautbois, saxophone
- Andy Ward : batterie, percussions

## Musiciens additionnels
- Dave Sinclair – synthétiseur sur "You Make Me Smile", piano sur "Rainbow's End"
- Jan Schelhaas – clavinet sur "You Make Me Smile